# فهرست فرمانروایان کاستیا
فهرست زیر شامل تمامی شاهان و ملکه‌های پادشاهی و تاج کاستیا است.

نشان سلطنتی کاستیا

## دودمان خیمنا
| فرمانروا     | تصویر | لقب     | آغاز حکومت     | پایان حکومت  | توضیحات            |
| ------------ | ----- | ------- | -------------- | ------------ | ------------------ |
| سانچوی دوم   |       | قدرتمند | ۲۷ دسامبر ۱۰۶۵ | ۶ اکتبر ۱۰۷۲ |                    |
| آلفونسوی ششم |       | دلیر    | ۶ اکتبر ۱۰۷۲   | ۳۰ ژوئن ۱۱۰۹ | همچنین پادشاه لئون |
| اوراکا       |       |         | ۳۰ ژوئن ۱۱۰۹   | ۸ مارس ۱۱۲۶  | همچنین ملکه لئون   |

## خاندان بورگوندی

نشان سلطنتی کاستیا، از زمان آلفونسوی یازدهم در سال ۱۳۳۲ به عنوان معیار شخصی پادشاهان پذیرفته شد.

| فرمانروا        | تصویر       | لقب          | آغاز حکومت     | پایان حکومت    | توضیحات                                                                             |
| --------------- | ----------- | ------------ | -------------- | -------------- | ----------------------------------------------------------------------------------- |
| آلفونسو هفتم    |             | امپراتور     | ۱۰ مارس ۱۱۲۶   | ۲۱ اوت ۱۱۵۷    | همچنین شاه لئون                                                                     |
| سانچو سوم       |             | مطلوب        | ۲۱ اوت ۱۱۵۷    | ۳۱ اوت ۱۱۵۸    |                                                                                     |
| آلفونسوی هشتم   |             | باشکوه       | ۳۱ اوت ۱۱۵۸    | ۶ اکتبر ۱۲۱۴   |                                                                                     |
| انریکه یکم      |             |              | ۶ اکتبر ۱۲۱۴   | ۶ ژوئن ۱۲۱۷    |                                                                                     |
| برنگاریا        |             | کبیر         | ۶ ژوئن ۱۲۱۷    | ۳۰ اوت ۱۲۱۷    | به نفع پسرش، فرناندوی سوم از سلطنت استعفا کرد؛ در سال ۱۲۴۶ مرد.                     |
| فرناندوی سوم    |             | مقدس         | ۳۰ اوت ۱۲۱۷    | ۳۰ مه ۱۲۵۲     | همچنین شاه لئون از ۱۲۳۰; همه شاهان بعدی، فرمانروایان لئون نیز بودند.                |
| آلفونسو دهم     | The Learned | دانا         | ۳۰ مه ۱۲۵۲     | ۴ آوریل ۱۲۸۴   | انتخاب شد به عنوان پادشاه رومن‌ها در ۱۲۵۷، عنوانی که دوباره در ۱۲۷۵ ادعای آن را کرد. |
| سانچو چهارم     |             | دلیر         | ۴ آوریل ۱۲۸۴   | ۲۵ آوریل ۱۲۹۵  |                                                                                     |
| فرناندوی چهارم  |             | The Summoned | ۲۵ آوریل ۱۲۹۵  | ۷ سپتامبر ۱۳۱۲ |                                                                                     |
| آلفونسوی یازدهم |             | عادل         | ۷ سپتامبر ۱۳۱۲ | ۲۶ مارس ۱۳۵۰   |                                                                                     |
| پدرو یکم        |             | ظالم         | ۲۶ مارس ۱۳۵۰   | ۲۳ مارس ۱۳۶۹   | او طی جنگ داخلی کاستیا کشته شد و حکومت به برادر نامشروعش انریکه دوم کاستیا رسید.    |

## خاندان تراستامارا

بازوهای سلطنتی تاج کاستیا در زمان خوآن دوم، پادشاه کاستیا

| فرمانروا     | تصویر | لقب      | آغاز حکومت     | پایان حکومت    | توضیحات |
| ------------ | ----- | -------- | -------------- | -------------- | --- |
| انریکه دوم   |       | حرام‌زاده | ۲۳ مارس ۱۳۶۹   | ۲۹ مه ۱۳۷۹     | از ۱۳۶۶ ادعای تاج و تخت را داشت. |
| خوآن یکم     |       |          | ۲۹ مه ۱۳۷۹     | ۹ اکتبر ۱۳۹۰   | |
| انریکه سوم   |       | ناتوان   | ۹ اکتبر ۱۳۹۰   | ۲۵ دسامبر ۱۴۰۶ | |
| خوآن دوم     |       |          | ۲۵ دسامبر ۱۴۰۶ | ۲۱ ژوئیه ۱۴۵۴  | |
| انریکه چهارم |       | ناتوان   | ۲۱ ژوئیه ۱۴۵۴  | ۱۱ دسامبر ۱۴۷۴ | |
| ایزابل یکم   |       | کاتولیک  | ۱۱ دسامبر ۱۴۷۴ | ۲۶ نوامبر ۱۵۰۴ | مشترکاً با همسرش، فرناندوی پنجم حکومت کرد. |
| فرناندوی دوم |       | کاتولیک  | ۱۵ ژانویه ۱۴۷۵ | ۲۶ نوامبر ۱۵۰۴ | شاه یوره اوکساریس کاستیا، مشترکاً به همراه همسرش ایزابل یکم |
| خوآنای یکم   |       | دیوانه   | ۲۶ نوامبر ۱۵۰۴ | ۱۲ آوریل ۱۵۵۵  | اسماً، همراه همسرش فلیپه یکم (۱۵۰۴–۱۵۰۶). in confinement, with regent Archbishop Cisneros (1506-1508). in confinement, با پدرش فرناندوی پنجم (۱۵۰۸–۱۵۱۶). in confinement, با پسرش کارلوس یکم (۱۵۱۶–۱۵۵۵) |

## دودمان هابسبورگ-شاخه اسپانیا، ۱۵۱۶–۱۷۰۰

نشان سلطنتی فلیپه یکم

| نام                                                 | تصویر      | تولد                                                                       | ازدواج‌ها | مرگ                                |
| --------------------------------------------------- | ---------- | -------------------------------------------------------------------------- | --- | ---------------------------------- |
| فلیپه یکم ۲۶ نوامبر ۱۵۰۴ – ۲۵ سپتامبر ۱۵۰۶          |            | ۲۲ ژوئیه ۱۴۷۸ بورگس پسر ماکسیمیلیان یکم، امپراتور مقدس روم و ماری بورگوندی | خوآنای یکم، ملکه کاستیا ۱۴۹۶ ۳ فرزند                                                                                       | ۲۵ سپتامبر ۱۵۰۶ بورگوس ۲۸ سال      |
| امپراتور کارلوس یکم ۲۳ ژانویه ۱۵۱۶ – ۱۶ ژانویه ۱۵۵۶ | Charles IV | ۲۴ فوریه ۱۵۰۰ خنت پسر فلیپه یکم و خوآنای یکم، ملکه کاستیا                  | ایزابلای پرتغال ۱۰ مارس ۱۵۲۶ ۳ فرزند                                                                                       | ۲۱ سپتامبر ۱۵۵۸ صومعه یوسته ۵۸ سال |
| فلیپه یکم ۱۶ ژانویه ۱۵۵۶ – ۱۳ سپتامبر ۱۵۹۸          | Philip I   | ۲۱ مه ۱۵۲۷ والادولید پسر کارلوس یکم و ایزابلای پرتغال                      | ماریای پرتغال ۱۵۴۳ ۱ فرزند ماری یکم، ملکه انگلستان ۱۵۵۴ بدون فرزند الیزابت والوا ۱۵۵۹ ۲ فرزند آنای اتریش ۴ مه ۱۵۷۰ ۵ فرزند | ۱۳ سپتامبر ۱۵۹۸ مادرید ۷۱ سال      |
| فلیپه دوم ۱۳ سپتامبر ۱۵۹۸ – ۳۱ مارس ۱۶۲۱            | Philip II  | ۱۴ آوریل ۱۵۷۸ مادرید پسر فلیپه یکم و آنای اتریش                            | مارگارت اتریش ۱۸ آوریل ۱۵۹۹ ۵ فرزند                                                                                        | ۳۱ مارس ۱۶۲۱ مادرید ۴۲ سال         |
| فلیپه سوم ۳۱ مارس ۱۶۲۱ – ۱۷ سپتامبر ۱۶۶۵            | Philip III | ۸ آوریل ۱۶۰۵ والادولید پسر فلیپه دوم و مارگارت اتریش                       | الیزابت بوربون 1615 ۷ فرزند ماریانا اتریش 1649 ۵ فرزند                                                                     | ۱۷ سپتامبر ۱۶۶۵ مادرید ۶۰ سال      |
| کارلوس دوم ۱۷ سپتامبر ۱۶۶۵ – ۱ نوامبر ۱۷۰۰          | Charles II | ۶ نوامبر ۱۶۶۱ مادرید پسر فلیپه سوم و ماریانا اتریش                         | ماری لوئیز اورلئان ۱۹ نوامبر ۱۶۷۹ بدون فرزند ماریا آنا از نوبرگ ۱۴ مه ۱۶۹۰ بدون فرزند                                      | ۱ نوامبر ۱۷۰۰ مادرید ۳۸ سال        |

### دودمان بوربون-شاخه اسپانیا، ۱۷۰۰–۱۷۰۵

نشان سلطنتی فلیپه یکم

| نام                                   | تصویر     | تولد                                                                    | ازدواج‌ها                                                                                 | مرگ                        |
| ------------------------------------- | --------- | ----------------------------------------------------------------------- | ---------------------------------------------------------------------------------------- | -------------------------- |
| فلیپه پنجم نجیب ۱ نوامبر ۱۷۰۰- – ۱۷۰۵ | Philip IV | ۱۹ دسامبر ۱۶۸۳ ورسای پسر لوئی، گراند دوفن و ماریا آنا ویکتوریا از بایرن | ماریا لوئیزا گابریلا از ساوی ۲ نوامبر ۱۷۰۱ ۴ فرزند الیزابت فارنسی ۲۴ دسامبر ۱۷۱۴ ۷ فرزند | ۹ ژوئیه ۱۷۴۶ مادرید ۶۲ سال |